# Арайли (Мактааральський район)
Арайли́ (каз. Арайлы) — село у складі Мактааральського району Туркестанської області Казахстану. Адміністративний центр Жанажольського сільського округу.
До 2000 року село називалось Новий Путь.
Населення — 839 осіб (2021; 883 у 2009, 772 у 1999, 634 у 1989).